# 41 (số)
41 (bốn mươi mốt) là một số tự nhiên ngay sau 40 và ngay trước 42.